# Tanoka Beard
Pour les articles homonymes, voir Beard.
Tanoka Beard, né le 29 septembre 1971 à Baltimore, est un joueur américain de basket-ball, évoluant au poste de pivot.

## Biographie
Après une carrière universitaire aux Boise State Broncos entre 1988 et 1993, Beard joue pour le Pallacanestro Virtus Rome où il joue pendant six mois avant de finir sa saison en Espagne. Lors de son retour aux États-Unis, il se blesse et ne peut ainsi pas postuler à une place pour le championnat d'Espagne où il espérait évoluer. Il joue alors en Turquie, avec une bonne saison (Champion de Turquie) en 1995. Malgré ses bons résultats connait une période difficile avec ses supporters et Beard décide de partir. Pour la saison 1995-1996, il joue à Besançon, ou il devient l'un des joueurs majeurs de la Pro A. Le 27 février 1996, lors d'un match amical entre Besançon et Chalon-sur-Saône, il frappe pendant un temps-mort son ancien coéquipier des Athlete In Action James Voskuil (entraînant une double fracture de la mâchoire) ce qui oblige son club à s'en séparer. Il remporte la Coupe du Roi en 1997 avec le Real Madrid. Il joue en Russie pour le Lokomotiv Mineralnye Vody lors de la saison 2002-2003, puis pour le club lituanien de Žalgiris Kaunas avec lequel il remporte le Championnat de Lituanie en 2003, 2004 et 2005. Beard est également vainqueur de la Ligue baltique en 2005.
Il détient la meilleure évaluation pour un match de l'Euroligue : 63 soit 35 points, 19 rebonds et 11 fautes provoquées lors d'un match de 2004 avec le Žalgiris.

## Université
- 1989-1993 :  University of Boise State (NCAA)

## Clubs
- 1993-1994 :  Rome (Lega A)
- 1994 :  CB Breogán (Liga ACB)
- 1994-1995 :  Ulker Istanbul (1re division)
- 1995-1996 :  Besançon Basket Comté Doubs (Pro A)
- 1996-1998 :  Joventut Badalona (Liga ACB)
- 1998-1999 :  Real Madrid (Liga ACB)
- 1999-2000 :  Valencia BC (Liga ACB)
- été 2000 :  Cocodrilos de Caracas (1re division)
- 2000-2001 :  Fenerbahce Spor Kulubu Istanbul (1re division)
- 2001-2002 :  Joventut Badalona (Liga ACB)
- 2002-2003 :  Lokomotiv Mineralnye Vody (Superligue)
- 2003-2007 :  Žalgiris Kaunas (Ligue baltique et 1re division lituanienne)
- 2007-2008 :  Hapoël Holon (1re division)
- 2008-2009 :  Tartu Ülikool/Rock (Ligue baltique et 1re division estonienne)

## Palmarès

### Club
- Ligue baltique 2005
- Champion de Turquie 1995
- Champion de Lituanie 2003, 2004 and 2005
- Coupe du Roi 1997

### Distinction personnelle
- Élu MVP de la Liga ACB 1999 et 2002
- Élu MVP de la Ligue lituanienne 2004
- Meilleur marqueur de Pro A 1996
- Meilleur rebondeur de Pro A 1996
- Meilleur rebondeur de Liga ACB 1999, 2000, 2002
- Meilleur rebondeur de la ligue turque 2001
- Meilleur rebondeur de la ligue lituanienne 2005
- Meilleur rebondeur de l'Euroligue